# Bitwa pod Churubusco
Bitwa pod Churubusco – starcie zbrojne, które miało miejsce 20 sierpnia 1847 roku pomiędzy Stanami Zjednoczonymi i Meksykiem podczas wojny amerykańsko-meksykańskiej w bezpośrednim następstwie bitwy pod Contreras. Porażka meksykańskich oddziałów pod dowództwem generała Antonio Lópeza de Santa Anna pozwoliła armii amerykańskiej dowodzonej przez generała Winfielda Scotta zbliżyć się do Meksyku na odległość 8 km. Głównym ośrodkiem oporu stał się zespół klasztorny San Mateo. Klasztor otoczony był wysokim murem. Jego narożników strzegły dodatkowo bastiony ziemne. W ścianach wykuto otwory strzelnicze, a stanowiska wzmocniono workami z piaskiem. Załogę stanowiło 1500 żołnierzy, w tym dwustu czterech San Patricios – ochotników z Batalionu św. Patryka. Meksykańskie wojsko dość szybko zmuszono do odwrotu, ale klasztor San Mateo bronił się nadal, wiążąc znaczne siły nieprzyjaciela. Frontalne ataki Amerykanów załamywały się w ogniu meksykańskich strzelców wyborowych oraz dział, obsługiwanych przez San Patricios. Klasztor zaatakowano ze wszystkich stron. Dwie dywizje amerykańskiej piechoty szturmowały bez chwili wytchnienia. Po przeszło trzech godzinach walki artyleria rozbiła klasztorny mur; przez wyłom wdarły się tłumy napastników. Walka przeniosła się na dziedziniec. Oficerowie meksykańscy kilkakrotnie wywieszali już białą flagę, za każdym razem zrywaną przez zdeterminowanych San Patricios. Meksykanie złożyli wreszcie broń. Batalion św. Patryka uderzył na nieprzyjaciela, próbując przebić się przez wrogie pozycje. Udało się to jedynie części żołnierzy. W klasztorze San Mateo poległo blisko 50 San Patricios, 85 dostało się do niewoli. Jeńców poddano brutalnemu śledztwu. Ci, którzy służyli wcześniej w amerykańskich siłach zbrojnych, stanęli przed sądem jako dezerterzy. Zapadło 50 wyroków śmierci.